# 트인 데로 가는 길

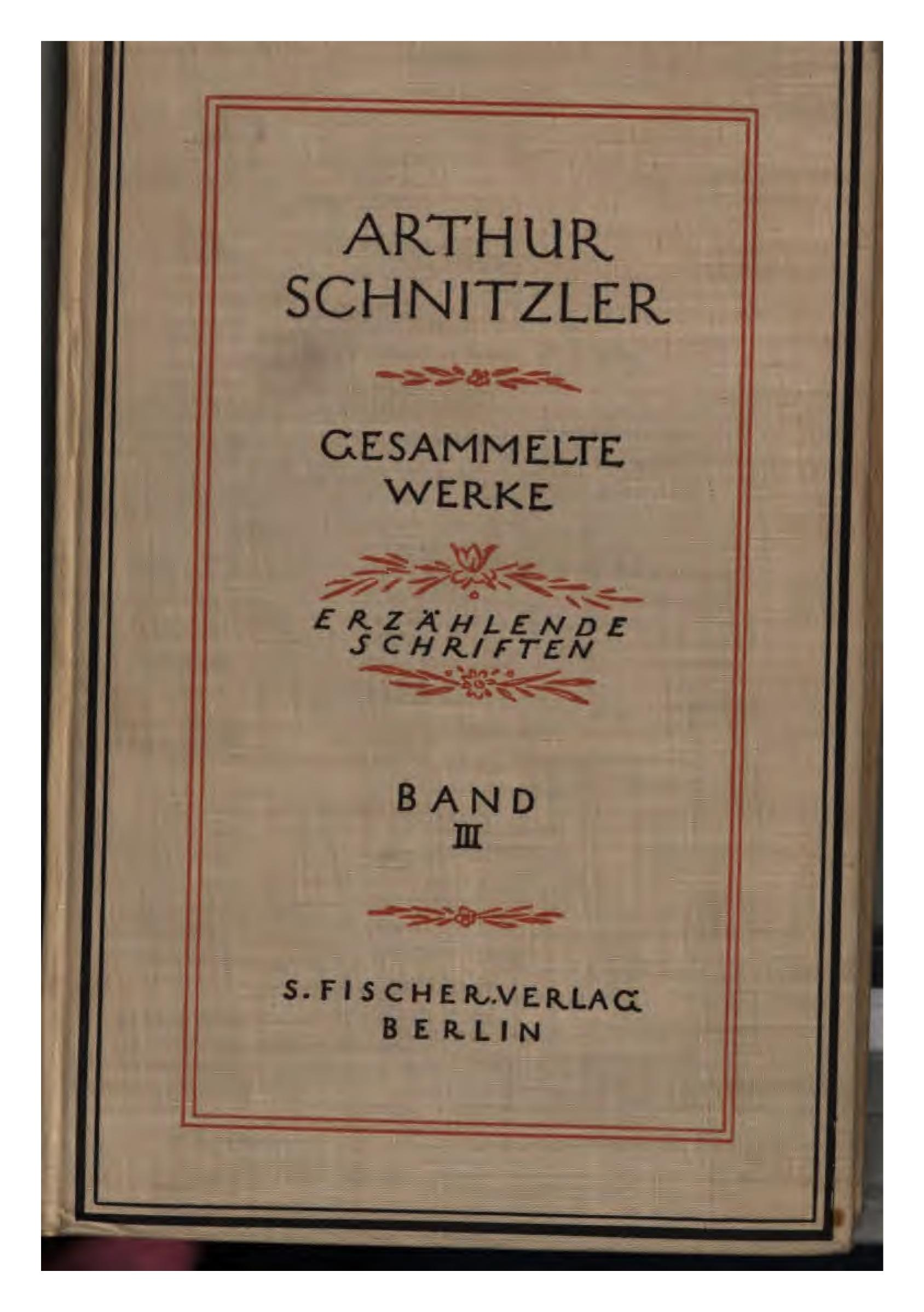

《트인 데로 가는 길》(Der Weg ins Freie)은 프로이트가 경탄했을 정도로 인간 심리 묘사에 탁월했던 아르투어 슈니츨러가 남긴 단 두 편의 장편소설 중 첫 작품이다. 합스부르크 제국의 황혼 무렵의 풍경화가 초기 영화 장면처럼 펼쳐진다. 하루가 다르게 날카로워져 가던 세기 전환기 반유대주의의 분위기에서 정체성 문제와 씨름하는 유대인들 이야기 그리고 귀족 가문의 딜레탕트인 게오르크의 연애를 두 축으로 해 당대 사회 전반에 퍼져 있던 위선과 가식, 나른한 관성 등 정신적으로 위태한 분위기를 문학적으로 생생하고도 밀도 있게 그린다.

## 배경
≪트인 데로 가는 길≫(1908)은 아르투어 슈니츨러의 첫 장편소설이다. 베를린의 월간지 ≪노이에 룬트샤우≫의 사전 연재를 거쳐 피셔 출판사에서 출간되었고, 놀라운 판매량을 기록하며 빠르게 각국의 언어로 소개되었다. 이웃 나라 일본에서도 1920년대에 이미 번역되었을 정도로 세계적인 주목을 받았다.
소설 속 배경은 19세기의 저물녘, 합스부르크 제국의 황혼 무렵 빈. 오스트리아ᐨ헝가리 이중왕국의 수도이던 당시 이곳은 프로이트, 말러, 클림트, (오토) 바그너 등 학문과 예술 여러 분야의 우뚝한 이름이 빛나던 곳, 유럽의 지적 문화적 사랑방과도 같던 곳이었다. 등장인물들은 빈의 황궁, 성당, 커피하우스, 링슈트라세, 빈 시민의 휴양지라 할 프라터, 교외의 전원적 공간, 아름다운 소풍 명소 등을 부지런히 오간다. 세기말 빈의 풍경화가 초기 영화를 보는 듯 펼쳐진다.
세기말 빈에서는 여러 종족들에서 높아 가는 민족주의적 자의식과 맞물려 독일계의 민족주의 움직임 또한 뚜렷해져 범게르만주의가 세를 넓힌다. 위기감을 느끼는 유대인들은 오스트리아 사회민주당에 표를 던지고 시오니즘도 등장한다. 세기 전환기 빈의 정치 지형에서는 이 모든 정치적 움직임이 서로 엇비슷한 화력으로 타오르고 있었다. 대부분이 유대인인 등장인물들은 무엇보다도 이 안에서 정체성 문제와 씨름해야 한다. 소설은 각각의 목소리가 대등하게 등장하고 복수의 목소리가 토론하고 논쟁할 수 있는 모두의 포럼을 제공한다. 수많은 입장들이 명쾌하게 구분되지 않음을, 동시에 어설픈 공통분모로 묶일 수는 없음을 보여 주며 일상적으로 풍부한 계조를 그려 낸다.
제목의 ‘트인 데’는 2천 년 디아스포라의 지난한 문제가 종국적으로 해결된 장, 지극히 유토피아적인 공간의 비유다. 또 유대인이 아닌 주인공 게오르크에게 어디로나 갈 수 있고 어디에도 갇히지 않은 ‘트인 데’는 성찰과 책임에서 자유로운 상태다.
애초 이 작품은 슈니츨러 자신과 한때의 연인 마리의 사랑 이야기를 담은 노벨레로 계획되었다. 결혼을 자유의 제약으로 받아들이던 젊은 슈니츨러는 마리가 임신하자 이 사실을 빈에 숨기고 아이는 후에 어딘가에 양육을 맡기고자 한다. 그러기 위해 그는 마리가 사람들의 눈을 피해 시간을 보내고 출산할 집을 찾아낸다. 마리는 사산한다. 그리고 2년 뒤 패혈증으로 사망한다. 이런 일들을 겪은 슈니츨러는 자책감을 안고 있었으면서 이 경험을 문학으로 형상화하고픈 욕구가 있었다. 불혹에 들어선 슈니츨러의 첫 장편소설 집필은 이렇게 개인적인 체험과 동기에서 시작되었다.